# Block By Block (chương trình)
Block by Block là một sáng kiến từ thiện được thành lập dưới sự hợp tác giữa nhà phát triển Minecraft Mojang và Liên Hợp Quốc nhằm mục đích khuyến khích những người trẻ tuổi tham gia vào quá trình tái tạo đô thị. Kế hoạch sử dụng Minecraft để cho phép trẻ em xây dựng lại và tưởng tượng lại quê hương của chúng.
Chương trình bắt đầu ở Thụy Điển, nơi Minecraft được tạo ra lần đầu tiên, nhưng sau đó đã mở rộng sang nhiều quốc gia khác. Mojang đóng vai trò là nhà tài trợ chính cho chương trình. Dự án là một phần của Mạng lưới Phát triển Đô thị Bền vững bởi UN Habitat.
Chương trình theo chân Mina Kvarter, một sáng kiến tương tự của Thụy Điển đã sử dụng Minecraft để hiện đại hóa các khu chung cư.

## Lịch sử
Vào tháng 9 năm 2012, Mojang bắt đầu dự án Block by Block hợp tác với UN Habitat để tạo ra môi trường thế giới thực trong Minecraft. Dự án cho phép những người trẻ tuổi sống trong những môi trường đó tham gia thiết kế những thay đổi mà họ muốn thấy. Sử dụng Minecraft, cộng đồng đã giúp xây dựng lại các khu vực cần quan tâm và công dân được mời vào máy chủ Minecraft và sửa đổi những khu vực lân cận của họ. Carl Manneh, giám đốc điều hành của Mojang, gọi trò chơi là "công cụ hoàn hảo để tạo điều kiện thuận lợi cho quá trình này", đồng thời cho biết thêm "Mối quan hệ hợp tác ba năm sẽ hỗ trợ Mạng lưới Phát triển Đô thị Bền vững của UN-Habitat nâng cấp 300 không gian công cộng vào năm 2016." Mojang đã ký hợp đồng xây dựng Minecraft, FyreUK, để giúp kết xuất các môi trường vào Minecraft. Dự án thử nghiệm đầu tiên bắt đầu ở Kibera, một trong những khu định cư không chính thức của Nairobi, và đang trong giai đoạn lập kế hoạch. Block by Block dựa trên một sáng kiến trước đó được bắt đầu vào tháng 10 năm 2011, Mina Kvarter (My Block), đã cung cấp cho những người trẻ tuổi trong các cộng đồng Thụy Điển một công cụ để hình dung cách họ muốn thay đổi thành phố của họ. Theo Manneh, dự án là một cách hữu ích để hình dung các ý tưởng quy hoạch đô thị mà không nhất thiết phải được đào tạo về kiến trúc. Các ý tưởng được trình bày bởi các công dân là khuôn mẫu cho các quyết định chính trị.